# West Tawakoni
West Tawakoni is een plaats (town) in de Amerikaanse staat Texas, en valt bestuurlijk gezien onder Hunt County.

## Demografie
Bij de volkstelling in 2000 werd het aantal inwoners vastgesteld op 1462.
In 2006 is het aantal inwoners door het United States Census Bureau geschat op 1749, een stijging van 287 (19,6%).

## Geografie
Volgens het United States Census Bureau beslaat de plaats een oppervlakte van
5,4 km², geheel bestaande uit land. West Tawakoni ligt op ongeveer 139 m boven zeeniveau.

## Plaatsen in de nabije omgeving
De onderstaande figuur toont nabijgelegen plaatsen in een straal van 16 km rond West Tawakoni.